# 普尔西
普尔西（法語：Pourcy，法語發音：[puʁsi]）是法国马恩省的一个市镇，位于该省西部偏北，属于兰斯区。

## 地理
普尔西（49°9'25"N, 3°54'54"E）面积8.35 平方千米，位于法国大東部大區马恩省，该省份为法国东北部内陆省份，北起阿登省，西北接埃纳省，西南接塞纳-马恩省，南至奥布省，东南接上马恩省，东临默兹省。
与普尔西接壤的市镇（或旧市镇、城区）包括：埃克伊、绍米济、马尔福、楠特伊拉福雷。

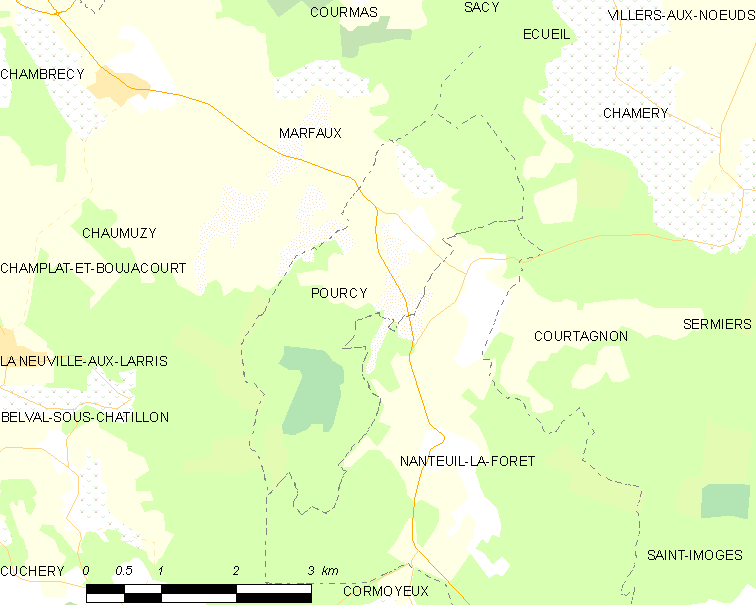
普尔西的OSM定位图

普尔西的时区为UTC+01:00、UTC+02:00（夏令时）。

## 行政
普尔西的邮政编码为51480，INSEE市镇编码为51445。

## 政治
普尔西所属的省级选区为多尔芒-香槟景县。

## 人口

1962-2008年间普尔西人口变化图示

普尔西于2022年1月1日时的人口数量为192人。